# 劍魚座γ
劍魚座γ，又名CD-51 1066，HD 27290、SAO 233457、HR 1338，是劍魚座的一颗恒星，视星等为4.25，位于銀經259.84，銀緯-44.79，其B1900.0坐标为赤經4h 13m 24.3s，赤緯-51° -44.79′ 19″。